# La Grâce de Dieu (Caen)
Pour les articles homonymes, voir La Grâce de Dieu.
Le quartier de la Grâce de Dieu est l'un des vingt quartiers de Caen. Il se situe au sud-ouest de la ville.

## Limites géographiques
Selon la ville de Caen, le quartier est délimité :
- au nord, par le boulevard maréchal Lyautey
- à l'ouest, par l'avenue d'Harcourt,
- au sud, par les limites avec les communes d'Ifs et Fleury-sur-Orne ,
- à l'est, par la route de Falaise.

Le quartier peut être décomposé en deux sous-ensembles :
- un quartier résidentiel composé des petits pavillons
- des HLM

## Origine du nom
Il tire son nom d'une rue située à Fleury-sur-Orne[source insuffisante].

## Histoire

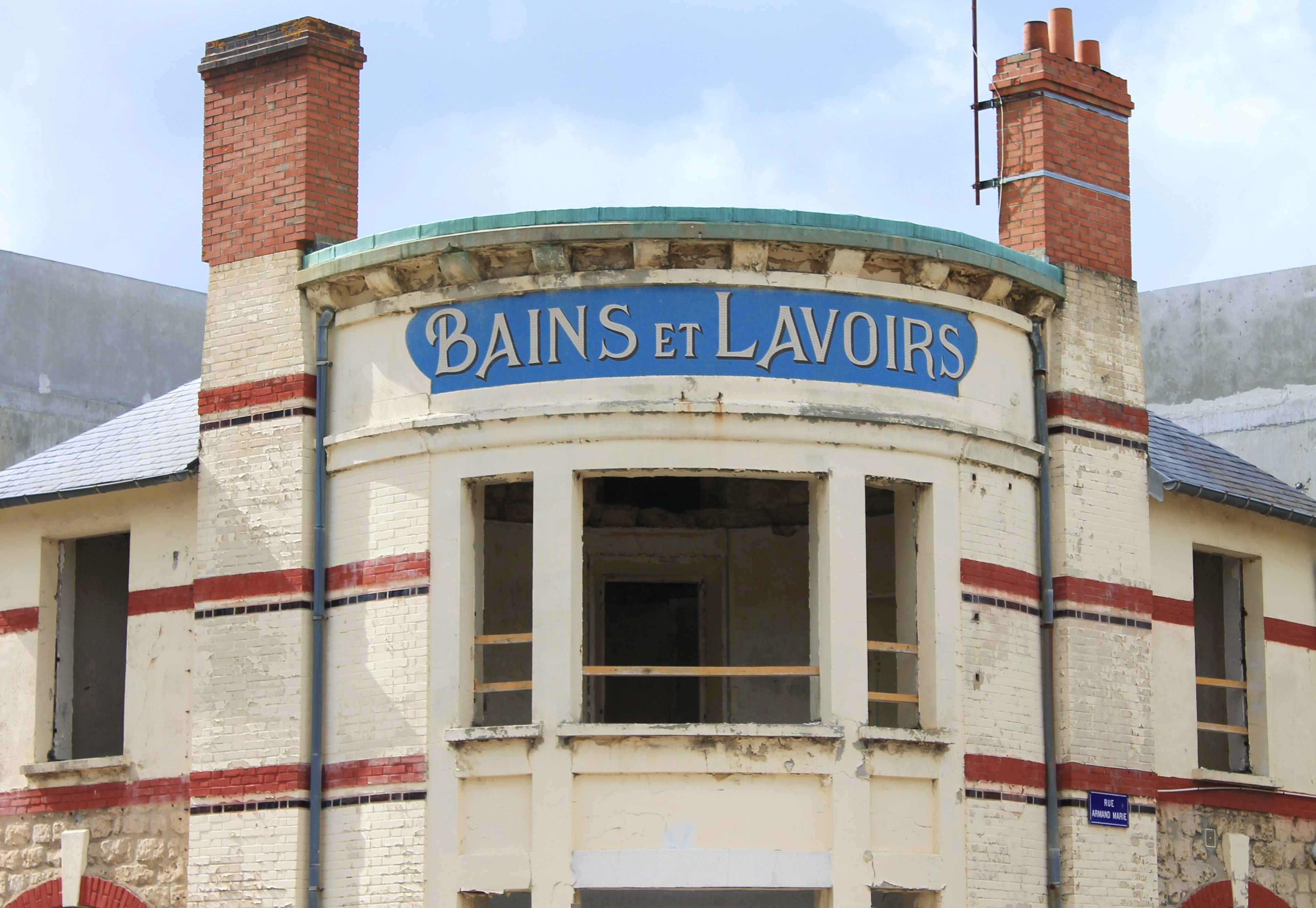
Les bains de la rue Armand Marie

### Années 1930-1940
Dans les années 1930, une petite cité pavillonnaire de l'office public d'habitations à bon marché du Calvados se développe au sud de la route d'Harcourt (actuel boulevard Lyautey). Des bains publics sont construits à l'angle des rues Armand Marie et Louis Lechatellier. Ce n'est alors qu'une extension du quartier de Vaucelles. Au sud, le territoire reste agricole.
En 1944, l'un des plus grands camps de prisonniers allemands du Calvados est aménagé à l'est de l'avenue d'Harcourt,,. Construit par les Britanniques, il est rétrocédé en 1945 aux autorités françaises. S'étendant sur près d’une trentaine d’hectares, il accueille au plus fort de son activité, en 1946, près de 12 000 prisonniers allemands, employés notamment au déminage de la cote 112. 
Fermé fin 1947, le camp est démantelé. Sur une partie de son emplacement est aménagé un terrain de football, plus tard utilisé par le club du quartier, la Butte.

### Aménagement du quartier dans les années 1950-1960
À partir de 1953, des baraquements sont construits sous l'égide de la municipalité le long de l'avenue d'Harcourt et de la rue Armand-Marie afin de reloger les Caennais. En 1957, Yves Guillou décide de lancer un programme de construction de 1 100 logements. À l'origine, tous ces logements devaient être localisés sur le futur quartier du sud-ouest de la ville mais il est finalement scindé en deux : 758 pour la Grâce de Dieu et 300 pour le futur Calvaire Saint-Pierre afin d'alléger la densité d'occupation. Les travaux prennent donc du retard et c'est seulement au printemps 1961 que les premiers travaux démarrent. Pendant ce laps de temps, l'office départemental d'habitation construit deux tours le long du boulevard Lyautey. Les HLM sont construits presque entièrement sur place grâce au procédé de préfabrication Estiot : une petite usine fabriquant les parois, les planchers, les escaliers et les façades est installée en plein cœur du futur quartier. La première façade est montée symboliquement le 17 octobre 1961. Durant les travaux, trois ouvriers meurent sur le chantier, ce qui fait dire à la presse locale que « le chantier est maudit ». Les premiers appartements sont livrés en mars 1962. La même année, les travaux du lycée technique de jeunes filles (aujourd'hui lycée Augustin-Fresnel) est terminé. Les quatre premiers immeubles sont terminés à la fin de l'année 1962.
Avec la fin de la guerre d'Algérie, un grand nombre de rapatriés sont installés dans le quartier, les pieds-noirs deviennent une composante importante de la population du quartier à partir de 1963. La même année, dix nouveaux immeubles sont achevés. L'ensemble du nouveau quartier est terminé en 1964. Il commence alors à s'équiper, une église est construite sous le nom de Notre-Dame de la Grâce de Dieu.
À partir de 1980, la cité d'urgence Armand-Marie est détruite.

### Rénovation du quartier dans les années 2000-2010
De 2002 à la fermeture du réseau en 2017, le quartier est le terminus de la ligne B du Transport léger guidé de Caen. 
Le quartier est rénové à partir de 2005 dans le cadre d'un plan de renouvellement urbain (PRU). En 2011, 305 logements ont été détruits pour faire place en 2012 à 220 logements sociaux et 210 logements privés. Le quartier doit aussi être relié aux villes voisines d'Ifs et de Fleury-sur-Orne. La place centrale du quartier accueille une dizaine de commerces.
Depuis 2009, le quartier accueille une zone franche urbaine (ZFU) sur d'anciens terrains appartenant au lycée Augustin-Fresnel appelée « zone d'activité Fresnel ». Il est ensuite classé quartier prioritaire en 2015.

## Population
Le quartier prioritaire compte 4 099 habitants en 2018, avec un taux de pauvreté de 44,7 %.

## Lieux et monuments
- Notre-Dame de la Grâce de Dieu
- cimetière de Vaucelles
- zone d'activité Fresnel (qui accueille l'entreprise Webhelp)

## Équipements
- lycée Augustin-Fresnel
- lycée Jean Rostand
- Collège Stephen Hawking (anciennement Marcel Pagnol)
- Crèche municipale « Ilôt Câlin »
- piscine de la Grâce de Dieu
- gymnase de la Grâce de Dieu
- bibliothèque de la Grâce de Dieu
- complexe sportif Louis Robillard
- Centre socio-culturel